# کپز (گنجه)
کپز (به لاتین: Kapaz) یک منطقهٔ مسکونی و ناحیه در جمهوری آذربایجان است که در گنجه واقع شده‌است. کپز ۱۷۸٬۵۰۰ نفر جمعیت دارد. نام کپز برگرفته از کوه کپز واقع در نزدیکی آن است.

## نگارخانه

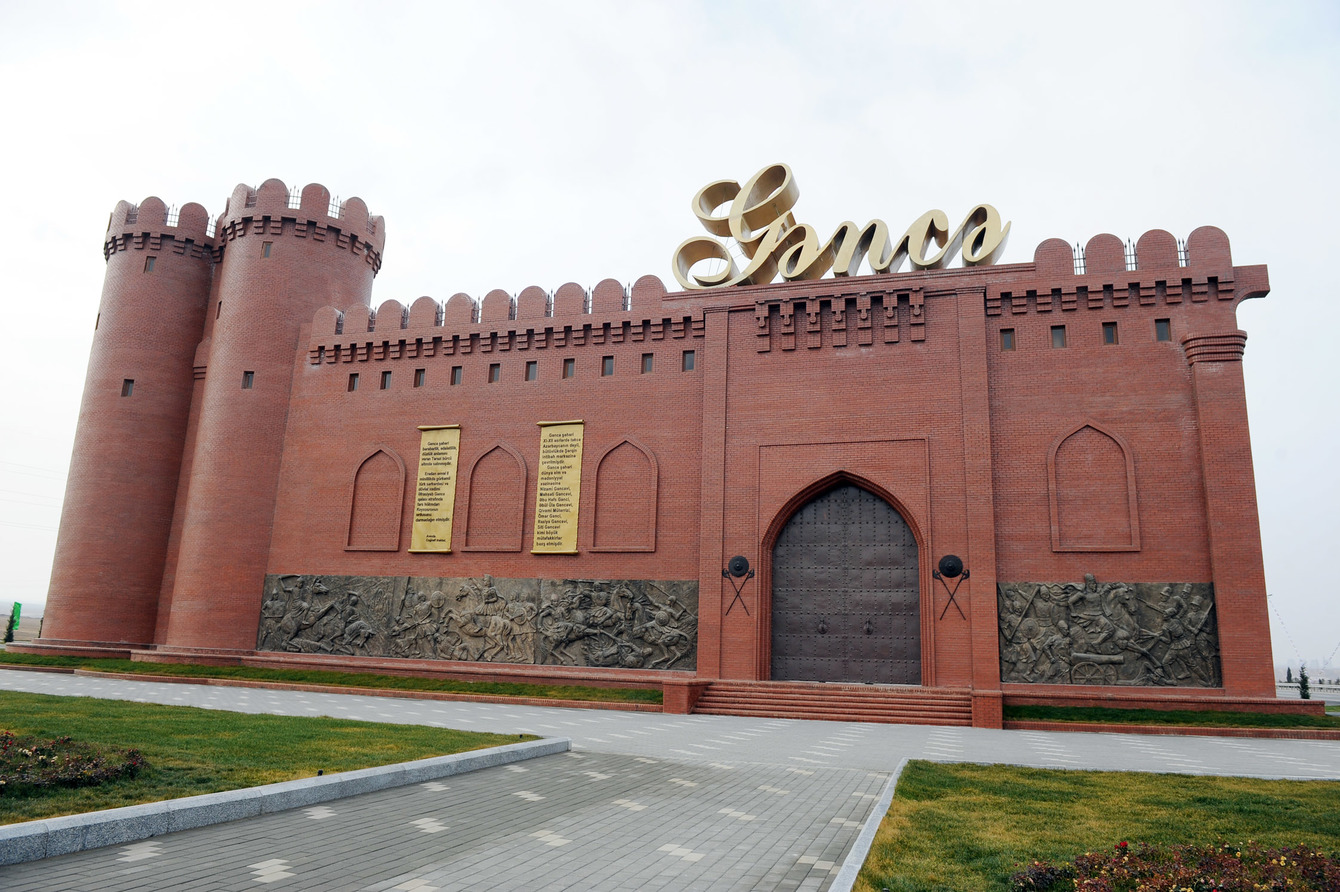
دژ تاریخی گنجه
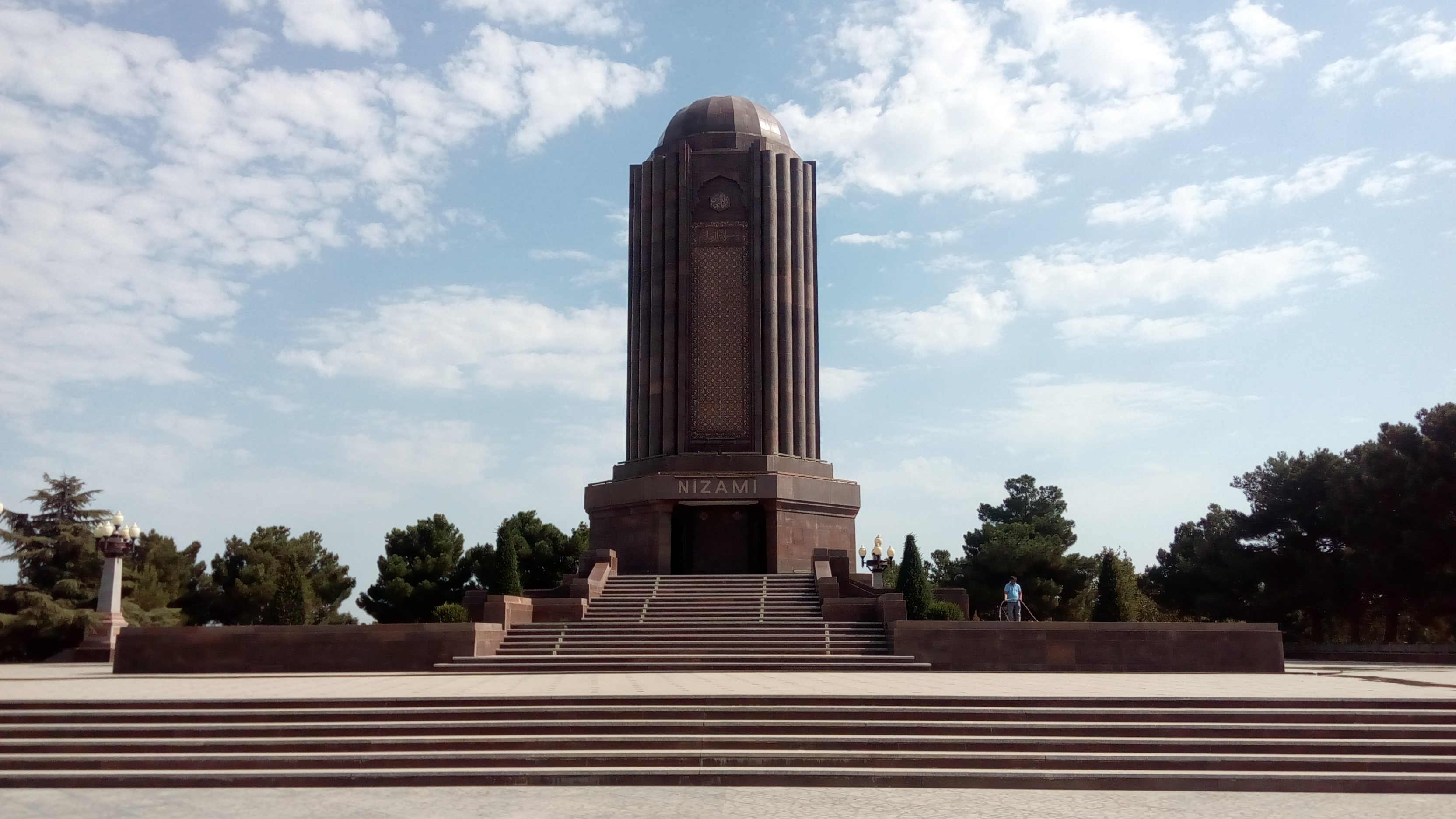
آرامگاه نظامی گنجوی
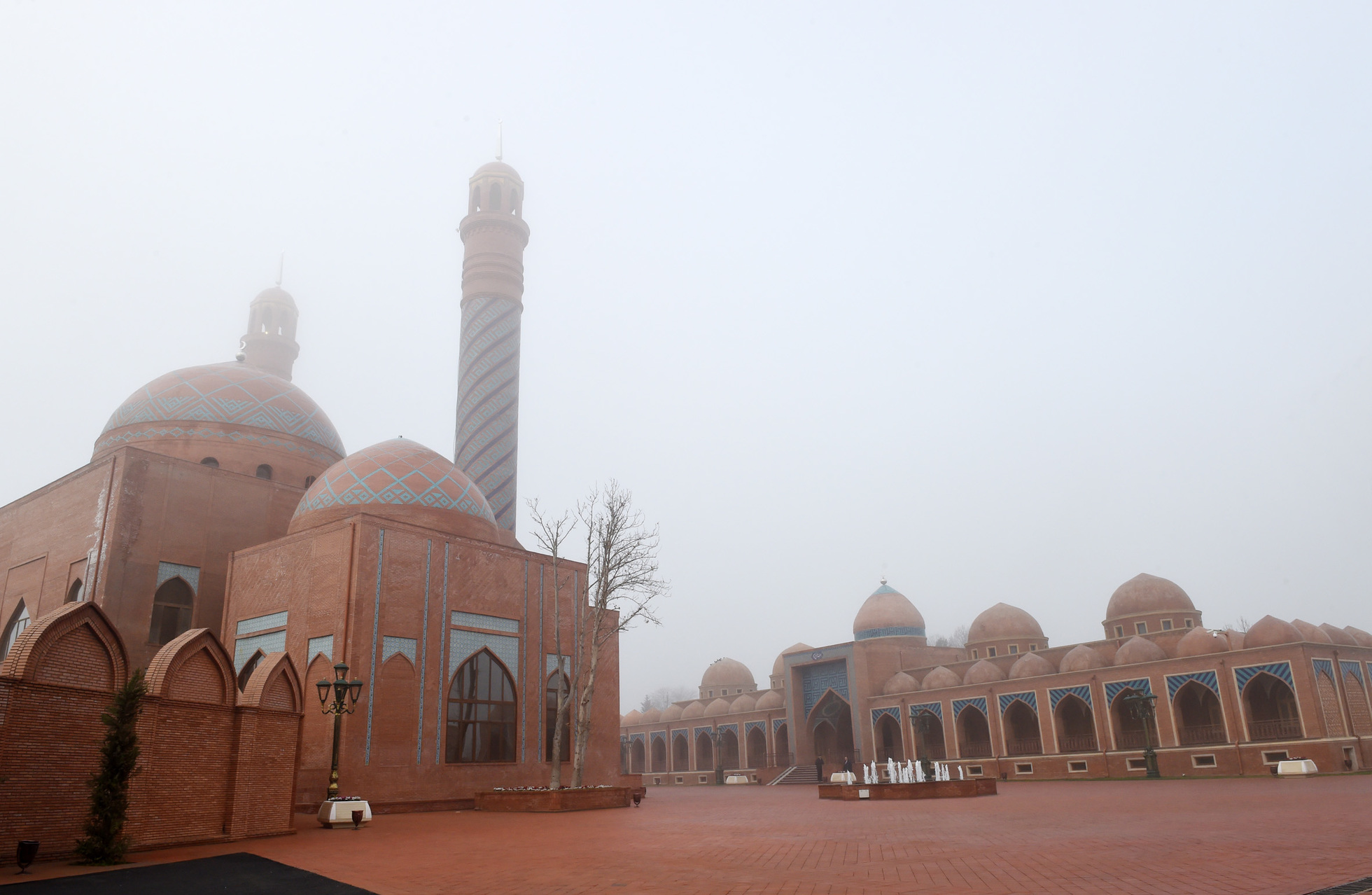
مجموعه امامزاده شهر گنجه